# Isidor Baumann

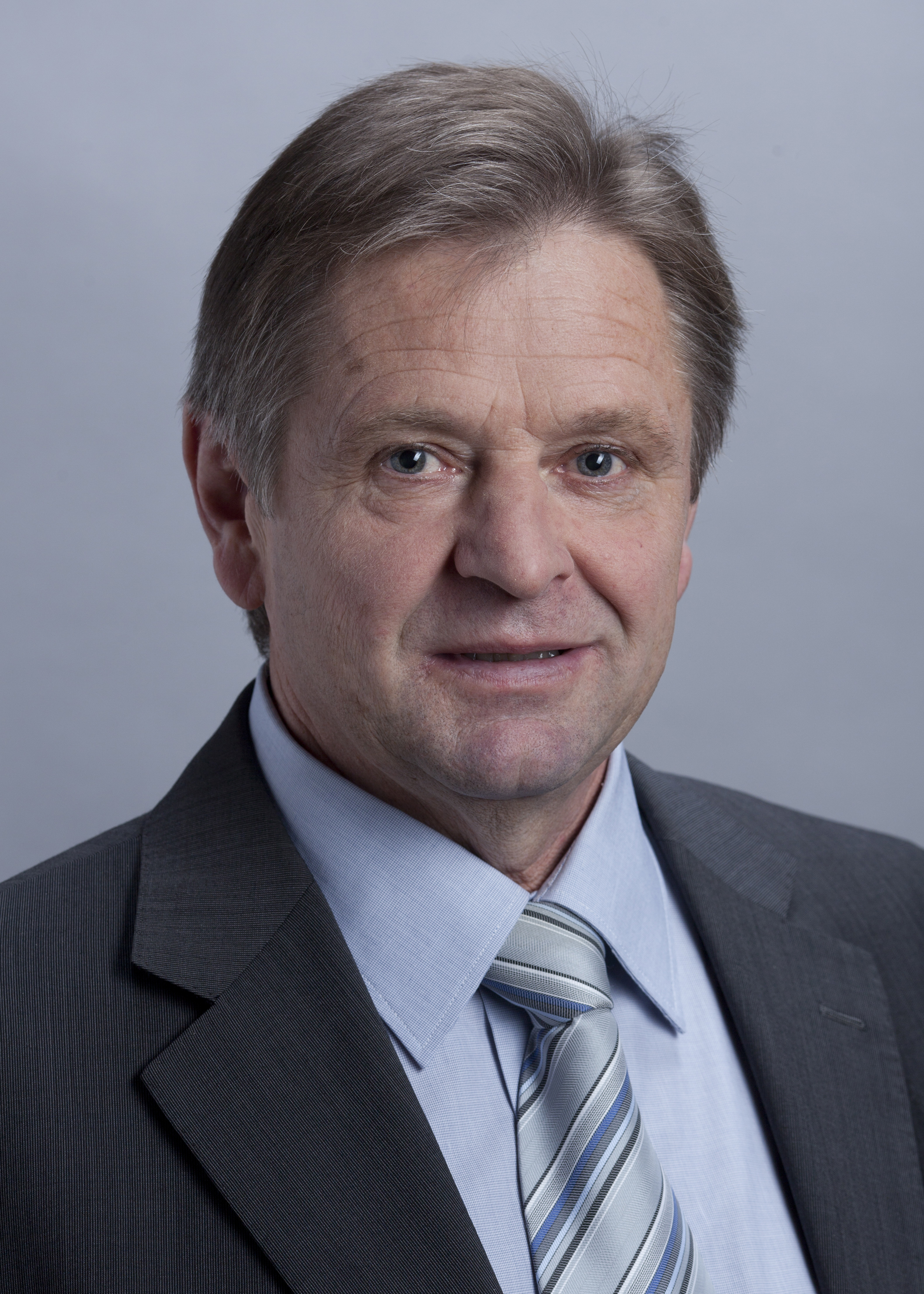
Isidor Baumann (2011)

Isidor Baumann (* 23. September 1955 in Wassen; heimatberechtigt ebenda) ist ein Politiker (CVP) des Schweizer Kantons Uri. 

## Biografie
Der gelernte Vermessungstechniker FA wohnt in Wassen und war von 1990 bis 2000 dessen Gemeindepräsident. Im Juni 2000 wurde Baumann in den Regierungsrat gewählt, wo er die Volkswirtschaftsdirektion leitete. Regierungsrat blieb er bis Mai 2012. Als solcher war er auch im Verwaltungsrat der Schifffahrtsgesellschaft des Vierwaldstättersees (2001–2013).
Bei den Parlamentswahlen 2011 wurde er im ersten Wahlgang in den Ständerat gewählt. Dort war Baumann Mitglied der ständerätlichen Kommission für Wirtschaft und Abgaben, der Sicherheitspolitischen Kommission, der Geschäftsprüfungskommission sowie Präsident der NEAT-Aufsichtsdelegation. Bei den Wahlen 2019 trat er nicht wieder an.
Baumann ist verheiratet, hat vier Kinder und bekleidete in der Schweizer Armee den Grad eines Gefreiten.